# SCG Stadium
Pour les articles homonymes, voir SCG et Thunderdome (homonymie).
Le Thunderdome Stadium (en thaï : เอสซีจีสเตเดียม), également connu sous le nom de SCG Stadium après naming, auparavant Yamaha Stadium, est un stade de football situé à Pak Kret, dans la province de Nonthaburi en Thaïlande.
Le stade héberge depuis 2007 l'équipe de Muangthong United, équipe de première division du championnat de Thaïlande. Le stade a pris le nom de son sponsor, Siam Cement Group, depuis 2012, sous l'appellation « SCG Stadium ». Il s'appelait Yamaha Stadium entre 2010 et 2011.
Il s'agit du premier stade entièrement destiné au football construit en Thaïlande. Jusqu'en 2012, le stade pouvait accueillir environ 20 000 personnes, mais après des travaux sa capacité se voit ramenée à 15 000 spectateurs.
Le stade accueille également des matches amicaux de l'équipe nationale, ainsi que des concerts.